# Trichoplusia rosefasciata
Trichoplusia rosefasciata là một loài bướm đêm trong họ Noctuidae.